# ستراژک
ستراژک (به لاتین: Strážek) یک منطقهٔ مسکونی در جمهوری چک است که در ناحیه ژدار ناد سازاووو واقع شده‌است. ستراژک ۲۵٫۵۳ کیلومتر مربع مساحت و ۸۶۵ نفر جمعیت دارد و ۴۶۱ متر بالاتر از سطح دریا واقع شده‌است.